# ملا شهزاده
ملا شهزاده آخوند هو قائد ميداني لطالبان، اعتُقل خارج نطاق القضاء في معتقل غوانتانامو. استخدم اسما مستعارا هو محمد يوسف يعقوب ورقم اعتقاله 367.
نجح في إقناع الأمريكيين بأنه لا يشكل أي تهديد وأُطلق سراحه. وعاد بعد ذلك إلى طالبان، ليقاتل القوات الأمريكية في أفغانستان. توفي في القتال عام 2004.

## اعتقاله
بعد غزو الولايات المتحدة لأفغانستان، اعتُقل شهزاده من قبل قوات التحالف الشمالي في 26 نوفمبر 2001. زتظاهر بأنه تاجر سجاد أُسر عن طريق الخطأ واستخدم اسم مستعار محمد يوسف يعقوب. ونُقل إلى سجن شبرغان، حيث احتجز لمدة سبعة أسابيع قبل تسليمه إلى الولايات المتحدة في قندهار. ثم نُقل لاحقًا إلى معتقل غوانتانامو، ووصل في 15 يونيو 2002 حيث حصل على الرقم التسلسلي للاعتقال 367.
خلال الفترة التي قضاها في غوانتانامو، كان ثابتًا وتمسك بقوله أنه تاجر سجاد. وفي النهاية نجح في إقناع السلطات الأمريكية بأنه ليس من قادة طالبان وأنه لا يشكل تهديدًا لمصالح الولايات المتحدة. نتيجة لذلك في ديسمبر 2002، تمت التوصية بالإفراج عنه. وفي 8 مايو 2003 نُقل جواً إلى كابل.